# روس سیمونز
روس سیمونز (به انگلیسی: Rouse Simmons) یک کشتی بود که طول آن ۱۲۳٫۵ فوت (۳۷٫۶ متر) و ارتفاع آن ۸٫۴ فوت (۲٫۶ متر) بود. این کشتی در سال ۱۸۶۸ ساخته شد.